# Trappistinnenabtei Hinojo
Die Trappistinnenabtei Hinojo ist seit 1973 ein argentinisches Kloster der Trappistinnen in Hinojo (Provinz Buenos Aires), Bistum Azul.

## Geschichte
Die italienische Trappistinnenabtei Vitorchiano gründete 1973 in Hinojo (nordöstlich von Olavarría) das Kloster Monasterio de la Madre de Cristo („Christusmutter“), das 1977 zum Priorat und 1989 zur Abtei erhoben wurde. Das Kloster, das in der Nachbarschaft der Trappistenabtei Azul liegt, gründete 2001 das Tochterkloster Juigalpa in Nicaragua.
Oberinnen:
- Cecilia Chemello (1973–1995)
- María Marcenaro (1995–2019)